# محمد بن مهدي القزويني
السيّد محمد بن مهدي بن الحسن القزويني (1846 - 1917) (1262 - 1335 هـ) فقيه شيعي وكاتب وشاعر عراقي. ولد في الحلة ودرس على أبيه وغيره العلوم الدينية واللغوية، وذهب إلى النجف حيث أكمل تحصيله العلمي في علوم الشريعة. عاد إلى بلده الحلة سنة 1895 فأصبح فيها مرجعًا في الأحكام الشرعية، وموئلاً للمرافعات، وفصل الخصومات، مواظبًا على التدريس الفقه والأصول ورعاية الشؤون العامة. له طروس الإنشاء وسطور الإملاء وأسماء القبائل وأنسابها. توفي في مسقط رأسه. 

## سيرته
هو محمد بن مهدي بن الحسن بن أحمد الحسيني القزويني الحلّي. ولد في الحلة سنة 1262 هـ/ 1846 م ونشأ فيها، وتعلّم القرآن، وقرأ مبادئ العلوم اللسانية على جماعة، منهم حسن الفلوجي. سافر إلى النجف في مطلع شبابه مع أخويه جعفر وصالح، فدرس المعاني والبيان و المنطق على الأول منهما، وشطرا من الأصول على محمد وحسن الكاظميين، وعلي حيدر، وتردّد بين الحلة والنجف أكثر من مرة. ثم صحب أباه في سنة 1876 من الحلة إلى النجف، فاستقرّ بها. واصل دراسته على والده، واختلف إلى حلقات مشاهير المجتهدين كالفاضل الإيرواني، ولطف اللّه المازندراني، حتى أجازه كل واحد منهما بالاجتهاد.

استقل بالبحث والتدريس في النجف وفي سنة 1895 عاد إلى مدينته الحلة، فأقام بها مرجعا في الأحكام الشرعية وفي فصل الخصومات، ومدرّسا، وموجّها و مرشدا، وحاز شهرة واسعة.

أخذ عنه جماعة، منهم: ابن أخيه أحمد بن صالح بن مهدي، و ابن أخته حسين بن راضي بن جواد القزويني الحلي، و محمد علي اليعقوبي الحلي، و محمد مهدي البصير، و غيرهم.

توفّي في الحلة سنة 1335 هـ/ 1917م.

## مؤلفاته
- رسالة في مناسك الحجّ
- حبوة الفرائض، منظومة في المواريث
- رسالة في علم التجويد والقراءات
- منظومة في حديث الكساء
- طروس الإنشاء وسطور الإملاء
- أسماء القبائل وأنسابها